# Wollongong Wolves FC
Wollongong Wolves FC (wcześniej Wollongong Community Football Club i Wollongong Wolves) – australijski klub piłkarski z siedzibą w mieście Wollongong w stanie Nowa Południowa Walia, występujący w NSW Premier League.
Klub w latach 1981–1986 i 1988–2004 występował w krajowej lidze National Soccer League, dwukrotnie zdobywając tytuł mistrza kraju w sezonach: 1999-2000 i 2000–2001.
Obecny klub powstał w roku 2009 jako organizacja typu non-profit. Po sezonie 2008 w NSW Premier League, klub posiadał problemy finansowe i zalegał z płatnościami względem pracowników na kwotę 240 000 dolarów australijskich. Następnie ogłoszono upadłość klubu Wollongong Wolves i założono nowy klub Wollongong Community FC. Obecna nazwa została zatwierdzona w listopadzie 2009 roku. W latach 2010–2015 klub nosił nazwę South Coast Wolves FC, a od 2016 roku występuje jako Wollongong Wolves FC.

## Osiągnięcia

### Krajowe
- Mistrz NSL (2): 2000, 2001

### Międzynarodowe
- Zwycięzca Klubowych mistrzostw Oceanii (1): 2001

### Stanowe
- Mistrz NSW Premier League (2): 1987, 2008
- Zdobywca Tiger Turf Cup (1): 2007